# Ambligonita
La ambligonita es un mineral de la clase 8 (minerales fosfatos) de la clasificación de Strunz. Fue descubierto en 1818 en Sajonia por August Breithaupt en el interior de rocas pegmatitas, en las que estaba asociado a turmalinas y topacios. 
Su nombre viene del griego αμβλύς ("amblys", que significa "despuntado") y de γωνία ("gonia" o ángulo), referido al hecho de que su ángulo de exfoliación apenas difiere de 90°, distinguiéndolo esto de la escapolita con la que originalmente se le confundía.

## Características químicas
Forma una serie de solución sólida, siendo este mineral el extremo de la serie con flúor, LiAlPO4F, y el otro extremo con hidroxilo es la montebrasita, LiAlPO4(OH), de simetría también triclínica.

## Formación y yacimientos
Se encuentra principalmente en rocas pegmatitas de tipo granito enriquecido en litio y en fosfato, normalmente en filones metalíferos que se forman a alta temperatura atravesando el granito. En estas condiciones, los cristales pueden llegar a tener un tamaño enorme. Sin embargo hay que tener en cuenta que la mayor parte de los minerales que en este ambiente parecen ambligonita en realidad son montebrasita.
Minerales con los que suele estar asociado: turmalina, topacio, espodumena, polucita, petalita, litionita, micas, litiofilita, casiterita o apatito.